# Рубанів (селище)
Рубанів — селище в Україні, у Варвинській селищній громаді Чернігівської області, Прилуцького районі.
До 2017 орган місцевого самоврядування — Варвинська селищна рада.
У селищі проживає 4 особи. На території  є ставок.

## Населення
Згідно з переписом УРСР 1989 року чисельність наявного населення селища становила 7 осіб, з яких 3 чоловіки та 4 жінки.
За переписом населення України 2001 року в селищі мешкало 7 осіб. 100 % населення вказало своєю рідною мовою українську мову.